# 버니즈 마운틴 도그
버니즈 마운틴 도그(영어: Bernese Mountain Dog)는 스위스의 대형견이다. 스위스 베른과 알프스 지방의 견종으로 가축을 몰거나 짐차를 끄는 등의 일을 하는 사역견으로 길러졌다.

## 같이 보기
- 세인트 버나드